# Spooky Songs for Creepy Kids
Spooky Songs for Creepy Kids – składanka z utworami amerykańskiego muzyka rockowego Voltaire’a, skierowana do dzieci. Album został wydany w 2010 roku.
Część z tekstów zawartych na albumie utworów została zmieniona, by lepiej pasować dla dzieci.

## Lista utworów
1. „Land of the Dead”
2. „BRAINS!”
3. „The Vampire Club (Twilight version)”
4. „Cannibal Buffet (Kids Version)”
5. „Day of the Dead (AdventureQuest Worlds Version)”
6. „Tempest”
7. „This Ship's Going Down (AdventureQuest Worlds Version)”
8. „To the Bottom of the Sea (AdventureQuest Worlds Version)”
9. „The Beast of Pirate's Bay (AdventureQuest Worlds Version)”
10. „Crusade (Kids Version)”
11. „Goodnight Demonslayer"
12. „When You're Evil"
13. „The Beast of Pirate's Bay (Original Version)”
14. „Day of the Dead (Kids Version)”